# Kris Boyd
Kris Boyd (Irvine, 1983. augusztus 18.) skót labdarúgó, a Kilmarnock játékosa.
Felnőtt pályafutását a Kilmarnock csapatában kezdte. 2006 januárjában került át a Rangershez, és azóta minden idényben ő volt a Rangers legtöbb gólt lövő játékosa. 162 góljával 2009 végén ő volt a skót labdarúgó bajnokság történetének legeredményesebb gólkirálya.
Miután több mérkőzésen játszott Skócia U21-es és B-válogatottjában, 2006-ban Boyd bekerült nemzeti válogatottba. A válogatottban tizenhat szereplésen során hét gólt lőtt. 2008. október 11-én úgy nyilatkozott, hogy nem játszik többet a válogatottban George Burley vezetése alatt. Döntésének az volt az oka, hogy Burley a kezdő Chris Iwelumót állította be a csapatba Boyd helyett a Norvégia elleni világbajnoki selejzető mérkőzésen. Burley azzal indokolta választását, hogy Boydnak "be kell illeszkednie a Rangers csapatába, amit eddig még nem tett meg". Ezt követően hozta meg Boyd a döntését, amelyről tájékoztatta a Skót Labdarúgó Szövetség vezetőjét is. Egy 2008. október 13-ai sajtókonferencián Burley azt sugallta, hogy amennyiben Boyd meggondolná magát, az ajtó nyitva áll előtte és kijelentette, hogy az országnak szüksége van Boydra. 2009. január 1-jén megjelent a hír, hogy Burley örömmel venné vissza Boydot, amennyiben meggondolná magát. 2009. november 16-án Burleyt leváltották a skót válogatott éléről, és miután Craig Levein került a helyére, Boyd kijelentette és hajlandó és készen áll ismét Skócia csapatát erősíteni. 2010. február 22-én játszott a skót válogatottban a Cseh Köztársaság válogatottja elleni barátságos mérkőzésen.

## Fordítás
- Ez a szócikk részben vagy egészben a Kris Boyd című angol Wikipédia-szócikk ezen változatának fordításán alapul.  Az eredeti cikk szerkesztőit annak laptörténete sorolja fel. Ez a jelzés csupán a megfogalmazás eredetét és a szerzői jogokat jelzi, nem szolgál a cikkben szereplő információk forrásmegjelöléseként.